# Gerrit
Gerrit è un'applicazione web per la revisione del codice che si integra con il sistema di controllo di versione Git. È stato sviluppato a Google da parte di Shawn Pearce (già cofondatore di Git e fondatore di JGit) dove viene utilizzato per lo sviluppo del sistema operativo Android.
Gerrit è stato sviluppato a partire da un gruppo di patch per il software Rietveld (sviluppato da Guido Van Rossum), ed è poi evoluto fino a diventare un progetto separato quando la patch riguardante le ACL non è stata integrata in Rietveld.
Originariamente scritto in Python come Rietveld, è ora scritto in Java (Java EE Servlet) con SQL sin dalla versione 2.  Gerrit usa il Google Web Toolkit per generare il codice JavaScript front-end a partire dal sorgente Java.

## Lista di siti web o progetti che utilizzano Gerrit
- Android[3]
- Assembla[4]
- CyanogenMod
- Eclipse Foundation, fondazione che supporta lo sviluppo di diversi progetti, come ad esempio l'ambiente di sviluppo integrato Eclipse (tra i progetti che usano Gerrit ci sono JGit e EGit).
- eBay[5]
- Golang
- Intel
- Red Hat
- SAP AG
- Couchbase
- WebM
- TYPO3
- Kitware (e.g. CMake)[6]
- LibreOffice[7][8]
- MediaWiki[9][10]
- openAFS
- OpenStack
- Qt
- Rockbox
- Sandia National Laboratories
- Qualcomm Innovation Center, MeeGo
- Scilab[11]
- GitEnterprise[12]
- Ericsson